# Merta City
Merta City là một thành phố và khu đô thị của quận Nagaur thuộc bang Rajasthan, Ấn Độ.

## Nhân khẩu
Theo điều tra dân số năm 2001 của Ấn Độ, Merta City có dân số 40.221 người. Phái nam chiếm 53% tổng số dân và phái nữ chiếm 47%. Merta City có tỷ lệ 60% biết đọc biết viết, cao hơn tỷ lệ trung bình toàn quốc là 59,5%: tỷ lệ cho phái nam là 72%, và tỷ lệ cho phái nữ là 48%. Tại Merta City, 16% dân số nhỏ hơn 6 tuổi.